# Offenbach am Glan

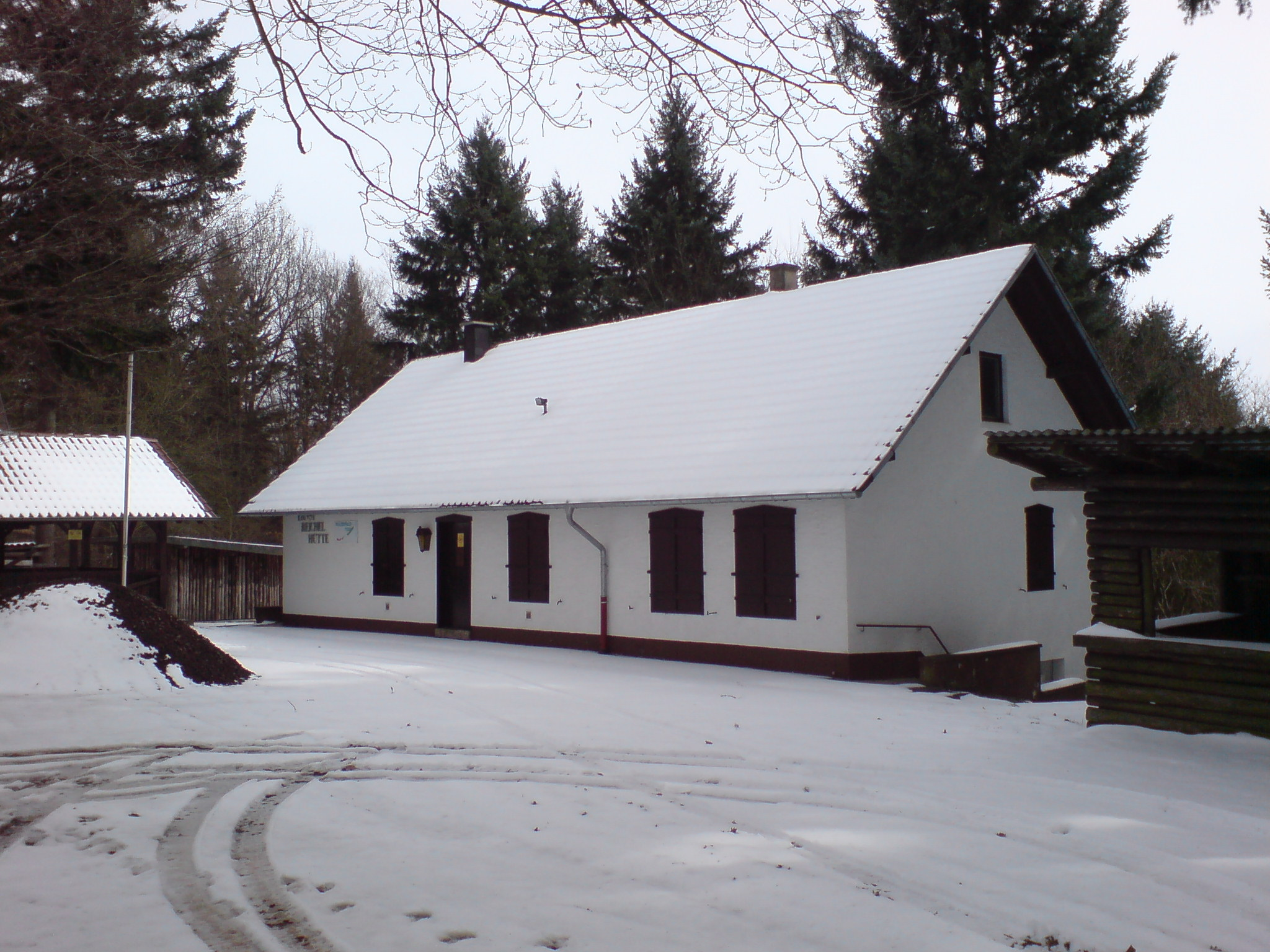
Die Ernst-Reichel-Hütte des Pfälzerwaldvereins

Offenbach am Glan ist der größere Ortsteil der im rheinland-pfälzischen Landkreis Kusel gelegenen Ortsgemeinde Offenbach-Hundheim. 

## Lage
Der Ort liegt im Nordpfälzer Bergland am Glan. 

## Geschichte
1773 heißt es von „Offenbach am Glan, welcher Ort dermahlen dem Hochrheingräflichen Haus Grumbach zugehöret“, dass dem Ort noch früher als eines „alten Wild- und Rheingräflichen Fleckens Erwehnung geschiehet“.
Am 24. November 1799 geschah bei einer reichen Witwe ein Einbruchsdiebstahl durch Johann Bückler, den Schinderhannes.
1816 kam Offenbach zum Fürstentum Lichtenberg, einer neugeschaffenen Exklave des Herzogtums Sachsen-Coburg-Saalfeld beziehungsweise ab 1826 des Herzogtums Sachsen-Coburg und Gotha. 1834 wurde es an das Königreich Preußen verkauft, das aus diesem Gebiet den Kreis Sankt Wendel schuf. Nach der Abtrennung des Hauptteils an das neugeschaffene Saargebiet entstand 1920 der Restkreis Sankt Wendel-Baumholder, zu dem der Ort bis 1937 gehörte, als er in den Landkreis Birkenfeld eingegliedert wurde. 
Im Zuge der rheinland-pfälzischen Verwaltungsreform wurde der Ort am 7. Juni 1969 mit der Nachbargemeinde Hundheim zur neuen Gemeinde Offenbach-Hundheim zusammengelegt und dabei in den Landkreis Kusel umgegliedert.

## Infrastruktur
Vor Ort existieren insgesamt neun Kulturdenkmäler, darunter die überregional bekannte evangelische Abteikirche. 
1904 erhielt Offenbach Anschluss an das Eisenbahnnetz, als der Teilabschnitt Altenglan-Lauterecken der Glantalbahn eröffnet wurde. Er teilte sich mit dem Nachbarort Hundheim den Bahnhof Offenbach-Hundheim, 1985 wurde der Personenverkehr jedoch eingestellt.  Seit 2000 findet auf dem Abschnitt Altenglan-Staudernheim ein Draisinenbetrieb statt, der ehemalige Bahnhof dient seither als Draisinenstation.

## Söhne und Töchter des Ortes
- Guido Groß (1925–2010), Lehrer und Heimatforscher
- Erich Renner (* 1936), Erziehungswissenschaftler
- Sigfrid Gauch (* 1945), Autor